# Dział Jastrzębnicki
Dział Jastrzębnicki – według podziału fizycznogeograficznego Jerzego Kondrackiego niewielki, centralnie położony mikroregion wchodzący w skład mezoregionu Pogórza Kaczawskiego, rozciągający się z północy na południe od Złotoryi do Lubiechowej, przecinając struktury geologiczne o przebiegu równoleżnikowym. Od północy i zachodu graniczy z Kotliną Proboszczowa, od zachodu z Wysoczyzną Ostrzycką, od południa z Rowem Wlenia, a od wschodu z Pogórzem Złotoryjskim i Rowem Świerzawy.
Podłoże zbudowane jest w północnej części ze skał metamorficznych metamorfiku kaczawskiego – (ordowickich i sylurskich) fyllitów i łupków. Część południowa należy do niecki północnosudeckiej i zbudowana jest ze skał osadowych i wulkanicznych. Są to dolnopermskie (czerwony spągowiec) piaskowce, zlepieńce, mułowce, porfiry i melafity oraz ich tufy; górnopermskie (cechsztyn) wapienie i dolomity; triasowe piaskowce, mułowce i wapienie oraz górnokredowe piaskowce, margle, iłowce. W kilku miejscach przebijają je trzeciorzędowe kominy bazaltowe. Na tych skonsolidowanych skałach zalegają piaski i żwiry trzeciorzędowe i czwartorzędowe oraz plejstoceńskie gliny zwałowe.
Krajobraz jest pagórkowaty, poprzecinany dolinami rzek i potoków, częściowo zalesiony.
Zachodnie stoki odwadniane są przez Skorę – dopływ Czarnej Wody, a przez nią Kaczawy, a wschodnie przez Kaczawę i jej bezpośrednie dopływy.

## Miejscowości
Wokół Działu Jastrzębnickiego położone są miejscowości: Jastrzębnik, Jerzmanice-Zdrój, Lubiechowa, Nowy Kościół, Sędziszowa, Sokołowiec.